# Daughter of Mine
Daughter of Mine è un film muto del 1919 diretto da Clarence G. Badger e basato su una storia di Hugo Ballin. Prodotta e distribuita dalla Goldwyn Pictures Corporation, la pellicola - girata a New York in Ludlow Street, Lower East Side - uscì sul mercato americano il 30 marzo 1919.

## Trama

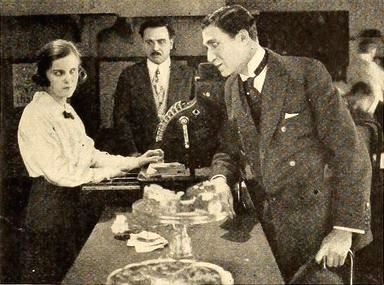
Madge Kennedy e Arthur Edmund Carewe

Rosie Mendelsohn, la figlia di un sarto ebreo che vive nel ghetto dell'East Side a New York, deve lasciare l'innamorato George Howard perché il padre si oppone al suo fidanzamento con un gentile. Rosie trova lavoro come segretaria di Joseph Rayberg, un editore.  Cerca di persuaderlo a pubblicare un romanzo che lei dice di aver trovato per caso ma che, in realtà, è un manoscritto di George, dove viene raccontata la loro vita in maniera romanzata. Rayberg, l'editore, acconsente alla pubblicazione ma solo se Rosie andrà a letto con lui. Chiude la ragazza in una stanza, ma lei riesce a fuggire e trova rifugio tra le braccia di George. Quando il padre viene a sapere tutta la storia, benedice i due giovani senza opporsi più al loro matrimonio.

## Produzione
Prodotto dalla Goldwyn Pictures Corporation, il film fu girato a New York in Ludlow Street, Lower East Side. Hugo Ballin, che lavorava al dipartimento artistico della Goldwyn sin dalla nascita della compagnia, firmò - oltre alle scenografie - anche il soggetto e la sceneggiatura del film.

## Distribuzione
Il copyright del film, richiesto dalla Goldwyn Pictures Corp., fu registrato il 21 marzo 1919 con il numero LP13523.
Distribuito dalla Goldwyn Pictures Corporation e presentato da Samuel Goldwyn, il film fu presentato in prima il 30 marzo 1919 allo Strand Theatre di New York.